# Ботошані
Ботоша́ні, Ботоша́нь (рум. Botoşani) — місто на північному сході Румунії, у Буковині. Адміністративний центр повіту Ботошані.

## Географія
Місто розташоване на річці Сітна, яка є правою притокою річки Джіджа в Румунії.

### Клімат
Місто знаходиться у зоні, котра характеризується вологим континентальним кліматом з теплим літом. Найтепліший місяць — липень із середньою температурою 20 °C (68 °F). Найхолодніший місяць — січень, із середньою температурою -2.2 °С (28 °F).
| Клімат Ботошан          | Клімат Ботошан | Клімат Ботошан | Клімат Ботошан | Клімат Ботошан | Клімат Ботошан | Клімат Ботошан | Клімат Ботошан | Клімат Ботошан | Клімат Ботошан | Клімат Ботошан | Клімат Ботошан | Клімат Ботошан | Клімат Ботошан |
| Показник                | Січ.           | Лют.           | Бер.           | Квіт.          | Трав.          | Черв.          | Лип.           | Серп.          | Вер.           | Жовт.          | Лист.          | Груд.          | Рік            |
| Абсолютний максимум, °C | 16             | 21             | 25             | 27             | 30             | 33             | 36             | 37             | 34             | 28             | 18             | 18             | 37             |
| Середній максимум, °C   | 0              | 1              | 7              | 13             | 20             | 22             | 24             | 24             | 21             | 14             | 6              | 2              | 13             |
| Середня температура, °C | −2             | −1             | 3              | 9              | 15             | 18             | 20             | 19             | 15             | 10             | 3              | 0              | 9              |
| Середній мінімум, °C    | −5             | −5             | 0              | 5              | 10             | 13             | 15             | 13             | 10             | 5              | 0              | −3             | 5              |
| Абсолютний мінімум, °C  | −27            | −27            | −17            | −3             | −1             | 3              | 3              | 6              | −2             | −7             | −21            | −21            | −27            |
| Днів з опадами          | 14             | 13             | 13             | 15             | 14             | 14             | 13             | 10             | 10             | 9              | 13             | 15             | 153            |
| Днів з дощем            | 4              | 4              | 7              | 14             | 14             | 14             | 13             | 10             | 10             | 9              | 9              | 7              | 115            |
| Днів зі снігом          | 12             | 10             | 7              | 2              | 0              | 0              | 0              | 0              | 0              | 1              | 5              | 9              | 46             |
| ----------------------- | -------------- | -------------- | -------------- | -------------- | -------------- | -------------- | -------------- | -------------- | -------------- | -------------- | -------------- | -------------- | -------------- |
| Джерело: Weatherbase    |                |                |                |                |                |                |                |                |                |                |                |                |                |

## Історія
Ботошані відомі з XIV століття.
28 листопада 1493 року відзначено спустошливе нашестя на місто татар.
Місто завдяки своєму географічному положенню на стику важливих торгових шляхів було спочатку місцем проведення великих ярмарків. Вже в XVI столітті ярмарок у Ботошанах вважався найстарішим і найбільшим у всій Молдові. Великі громади вірменських та єврейських торговців виникли у місті XVII столітті.
Після 1775 року, коли Буковина була приєднана до імперії Габсбургів, спостерігалося зростання єврейської громади міста, яка наступному столітті становила більшість населення міста.
Наприкінці ХІХ століття Ботошани втрачають колишню роль великого торгового центру зв'язку з будівництвом залізниць, подібну долю спіткало значна кількість міст, що зростали за рахунок торгівлі на цьому маршруті, такі як: Кам'янець-Подільський, Могилів-Подільський, Сороки та інші.
У другій половині XX століття місто значно виросло за рахунок внутрішніх міграцій сільського населення, якого залучала робота на великих промислових підприємствах. Досі населення міста виробляє близько 70 % ВРП повіту, хоча становить лише 25 % його мешканців.

## Населення
Населення 115 100 мешканців на 2002 рік.
За національністю:
- румуни: 98,1%
- цигани: 1,0%
- липовани: 0,6%
- євреї: 0,06%
- інші: 0,24%

## Господарство
Розвинені текстильна (велика текстильна фабрика «Молдова», швейна фабрика «Республіка») і харчова (цукрова, спиртово-горілчана, борошномельна) промисловість. Виробництво дитячих іграшок, меблів, металовиробів.

## Визначні місця

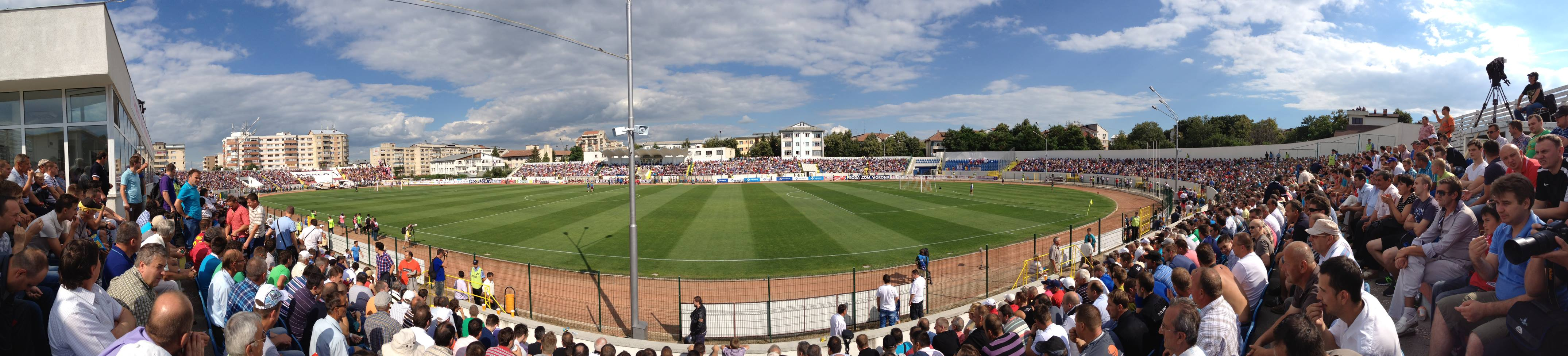
Стадіон ФК Ботошані у день матчу

Державний театр імені Міхая Емінеску.

## Транспорт
- Ботошанський трамвай

## Відомі мешканці міста
- Грігоре Александру Гіка — принц Молдовії з 1849 по 1853 рр.
- Григоре Антипа — біолог, дарвініст.
- Міхай Емінеску — великий румунський поет, публіцист, громадсько-культурний діяч.
- Октав Бенчіле — видатний румунський живописець-реаліст.
- Макс Блехер — румунський поет та прозаїк.
- Лусієн Голдман — французький філософ та соціолог, румунського походження.
- Георгета Дамін — олімпійська чемпіонка 2000, 2004, 2008 років з академічного веслування.
- Джордже Енеску — румунський композитор, диригент, скрипаль, піаніст.
- Йоана Ігнат — румунська співачка.
- Ніколае Йорга — історик, візантиніст, літературний критик, письменник, академік Румунської академії (1911) та політик.
- Штефан Лучіан — художник, відомий своїми пейзажами та натюрмортами.
- Октав Оніческу — математик, засновник румунської школи теорії ймовірностей.
- Феоктист — патріарх Румунський.

## Міста-побратими
Ботошань є містом-побратимом таких міст:
- Лаваль, Квебек, Канада
- Дрокія, Молдова
- Більці, Молдова

## Світлини

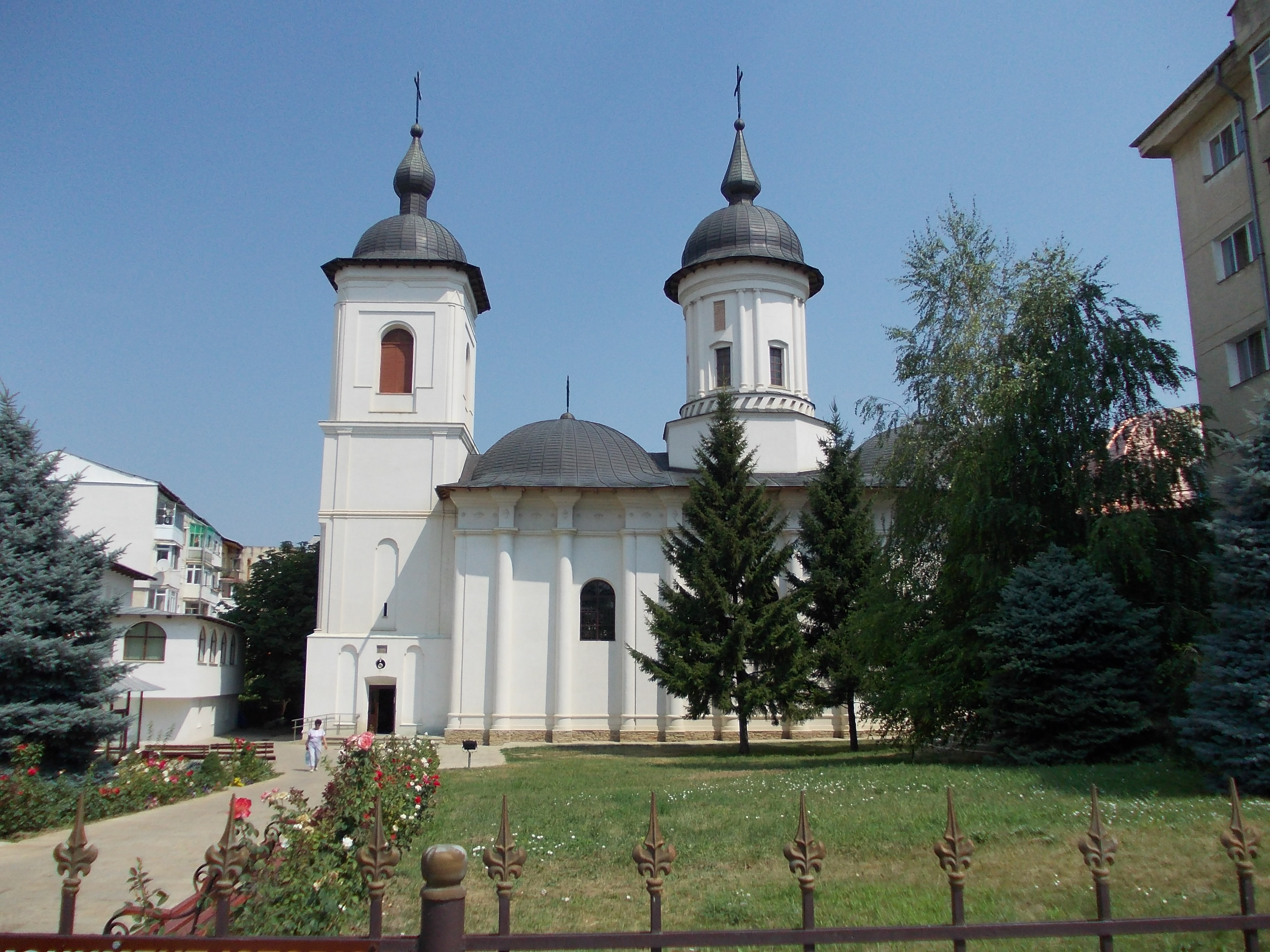
Церква Святої Іллі Ботошані
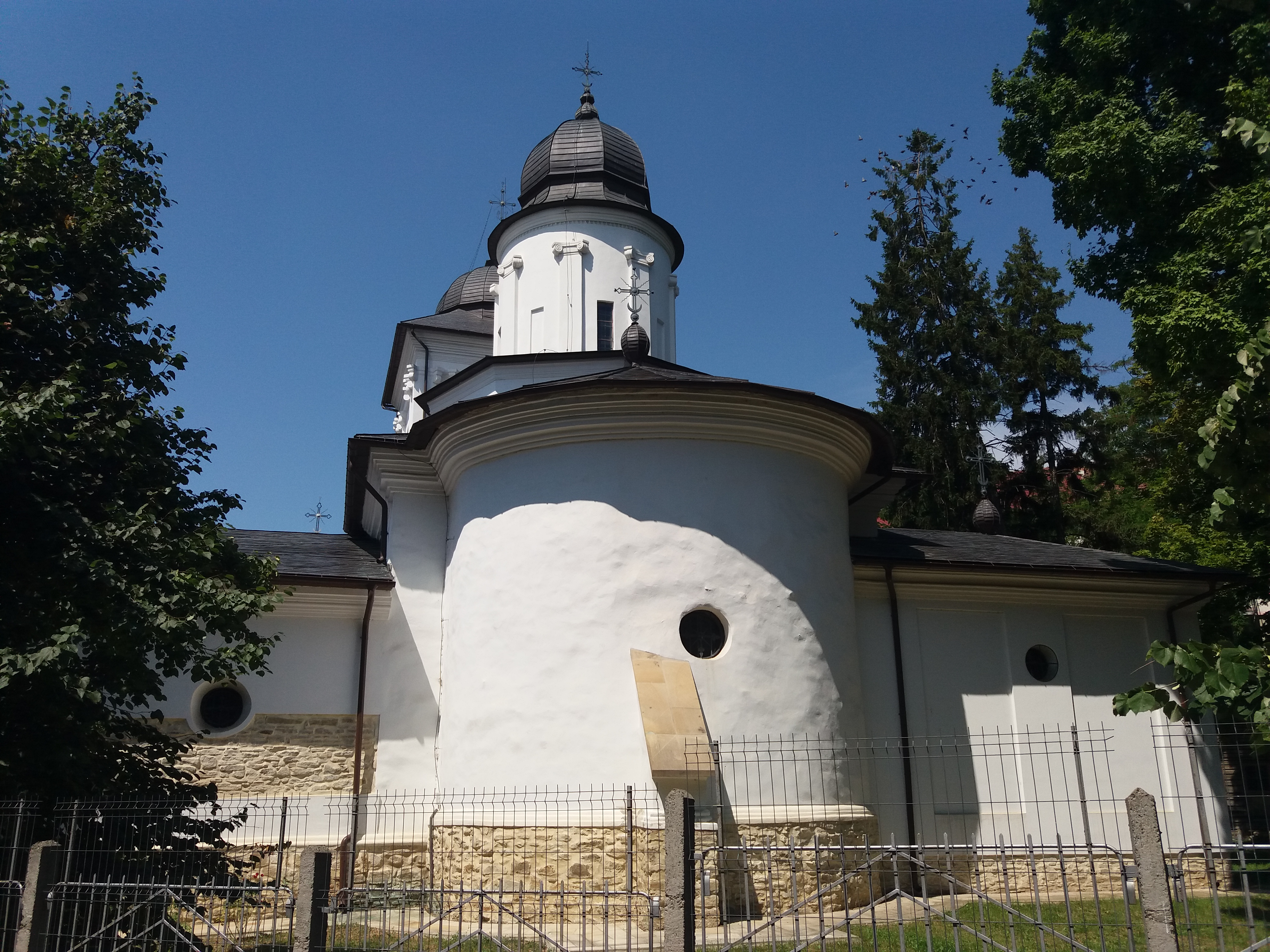
Церква Святої Марії — вірменська церква
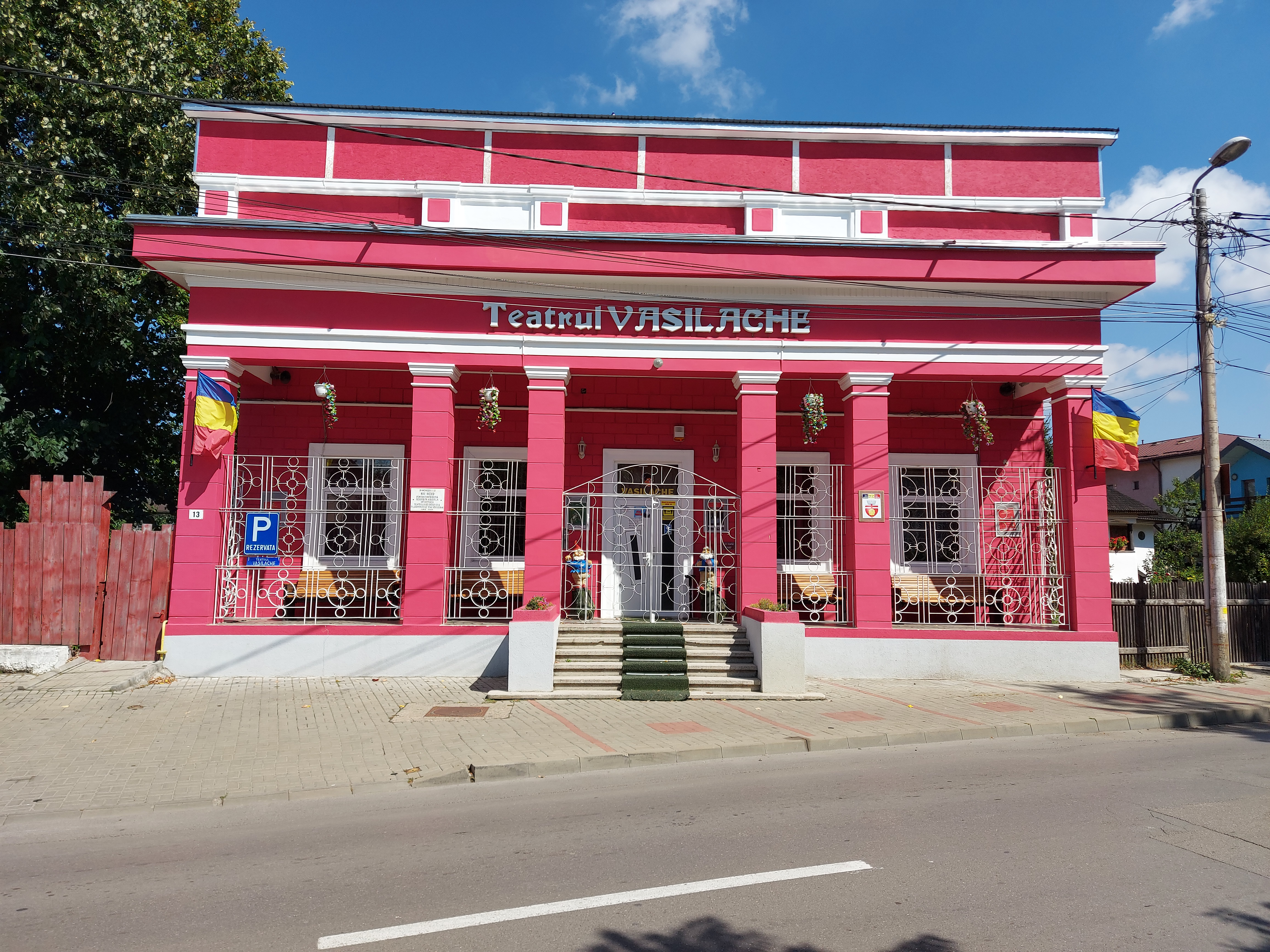
Театр ляльок в Ботошані
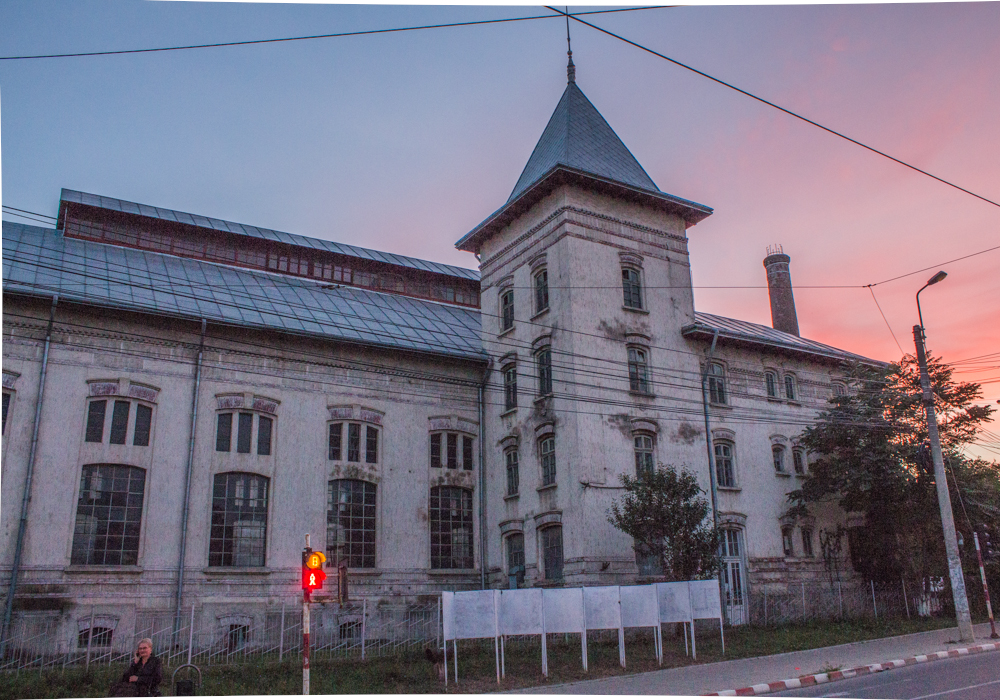
Ботошанська електростанція